# Psychoda villosa
Psychoda villosa és una espècie d'insecte dípter pertanyent a la família dels psicòdids que es troba a Europa: Itàlia.